# Mesoleptus cursitans
Mesoleptus cursitans är en stekelart som först beskrevs av Forster 1876.  Mesoleptus cursitans ingår i släktet Mesoleptus och familjen brokparasitsteklar. Inga underarter finns listade i Catalogue of Life.